# In-A-Gadda-Da-Vida (single)
In-A-Gadda-Da-Vida is een nummer dat Dougle Ingle "schreef" voor het gelijknamige album (1968) van Iron Butterfly. Het nummer werd legendarisch omdat het een van de weinige nummers was dat een elpeekant in beslag nam.

## Nummer
Het is 27 mei 1968 als de band, dan net weer opnieuw samengesteld, in de Ultrasonic Studio in Hempstead (New York) zit te wachten op muziekproducent Jim Hilton. Zanger Doug Ingle had al wat gedronken, toen geluidstechnicus Don Casale voorstelde een soundcheck te houden en dan maar met In-A-Gadda-Da-Vida. De geluidsband liep mee en Casale en band vonden het zo goed klinken, dat de opname de gehele B-kant van het album kon vullen. Dat de tekst nauwelijks over de lippen van de aangeschoten Ingle kwam droeg bij aan de legendevorming. In eerste instantie werd vanwege de matige zangstem drummer Ron Busby als zanger verondersteld, maar die verklaarde in de jaren negentig (uitgifte The best of Iron Butterfly), dat het toch echt Ingle in beschonken toestand was. Wie tijdens de opnamen wat deed, bleef een raadsel omdat meerdere leden zich onder invloed bevonden. Overigens werden alle gegevens pas verzameld toen de opnamen al lang achter de rug waren. Zelfs de naam van de muziekproducent bleef een raadsel. Het zou Jim Hilton kunnen zijn, maar het zou ook Shadow Morton ingeschakeld door Ahmet Ertegun van Atlantic Records (Atco) kunnen zijn. Morton gaf later toe dat ook hij behoorlijk onder invloed was geweest en dat zijn invloed dus weinig tot niets was geweest. Op het album werden noch Casele noch Morton genoemd bij de credits.

Desalniettemin werd het nummer het voorbeeld van de psychedelische Flowerpowerbeweging, later schuurde het tegen hardrock, classic rock en symfonische rock (lange soli) aan. De raadselachtige en enigszins kinderachtige tekst droeg daar zeker aan bij: 
In a gadda da vida, honey, Don’t you know that I’m loving you etc.
Het nummer moet het hebben van de instrumentale soli, waarbij steeds hetzelfde thema terugkeert. Wat destijds niet mocht ontbreken in de lange nummers was een drumsolo, maar Ron Busby hield het eenvoudig: het ritme blijven aangeven was achteraf gezien voldoende. Dit effect werd ondersteund door het toen net van de grond komende stereo-effect. Het nummer is door deze ene opname klassiek, want tijdens concerten uit die tijd van Iron Butterfly werden de uitvoeringen dan wel sterk ingekort, dan wel sterk uitgerekt. Gitarist Jeff Beck zou ooit in 1967 in de Galaxy Club aan Sunset Boulevard een versie hebben gehoord van 35 minuten; alles hing af van de zin van de musici (behalve van Ingle) hun solo kort of lang te houden.

## Single
Het nummer werd in sterk verkorte versie als single (internationaal B-kant: Iron Butterfly Theme) op de markt gebracht. Het duurde toen nog geen drie minuten (2'53). De tekst is eenvoudig, en alleen aan het begin en aan het einde te horen. Op 24 augustus 1968 kwam het nummer binnen in de Billboard Hot 100; het zou er 17 weken verblijven met een piek op 30. Zo snel ging dat niet in Nederland en België. De Hilversum 3 Top 30 zag het plaatje met B-kant Soul experience) op 5 september 1970 binnenkomen, stijgen tot plaats 7 en vervolgens na in totaal 8 weken notering weer verdwijnen. De Nederlandse Top 40 noteerde tien weken met piek op 9. In de Vlaamse hitlijst stond het maar één week (plaats 49). Die versie is overigens met 4:20 meer dan een minuut langer dan de Amerikaanse single. In Engeland deed Iron Butterfly het als geheel niet goed, geen enkele notering, noch voor elpees, noch voor singles.

## NPO Radio 2 Top 2000
| Nummer met noteringen in de NPO Radio 2 Top 2000 | '99 | '00 | '01 | '02 | '03 | '04 | '05 | '06 | '07 | '08 | '09 | '10 | '11 | '12 | '13 | '14 | '15 | '16 | '17 | '18  | '19  | '20  | '21  | '22  | '23  | '24  |
| ------------------------------------------------ | --- | --- | --- | --- | --- | --- | --- | --- | --- | --- | --- | --- | --- | --- | --- | --- | --- | --- | --- | ---- | ---- | ---- | ---- | ---- | ---- | ---- |
| In-A-Gadda-Da-Vida                               | 156 | 148 | 333 | 291 | 148 | 268 | 307 | 331 | 372 | 272 | 387 | 398 | 500 | 461 | 558 | 541 | 638 | 787 | 772 | 1206 | 1100 | 1216 | 1235 | 1249 | 1223 | 1104 |

1. ↑  Een vetgedrukt getal geeft de hoogste notering aan.